# Mariano Artigas Mayayo
Mariano Artigas Mayayo (Zaragoza, Espanha, 15 de dezembro de 1938 — Pamplona, Espanha, 23 de dezembro de 2006) foi um, físico, filósofo, professor universitário e sacerdote da Igreja Católica, membro da Sociedade Sacerdotal da Santa Cruz e Opus Dei.

## Biografia
Ingressou no Opus Dei em 1956 e recebeu a sua ordenação sacerdotal em 1964. Até 1980 viveu em Barcelona dedicando-se à atividade pastoral universitária e à formação de membros da prelazia do Opus Dei à qual pertencia.
Mudando-se para Pamplona foi o primeiro decano da Faculdade Eclesiástica de Filosofia da Universidade de Navarra. Era doutor em Ciências Físicas pela Universidade de Barcelona e em Filosofia pela Universidade Lateranense (Roma) e pela Universidade de Barcelona.
Em muitos de seus escritos se empenhou em mostrar que o conhecimento científico e o próprio da fé não se contradizem e guardam entre eles uma harmonia fundamental. Sublinha que o diálogo entre ambos se dá em um terreno que bastantes autores contemporâneos desconhecem; o da filosofia, o saber humano que está orientado para a averiguação das "questões últimas".
A ciência experimental, dizia, não pode provar nem refutar a existência de Deus, concluindo, que subministra à reflexão filosófica dados que podem conduzir a conclusões racionais congruentes com os que, por seu lado, a fé propõe.
Assim seus estudos o levaram a sustentar que a moderna cosmovisão científica aporta poderosos apoios ao teísmo: tese que defendeu em seus livros, em especial em "La mente del universo".

## Títulos e participações acadêmicas
Era membro das seguintes instituições:
- "European Association for the Study of Science and Theology".
- correspondente da Academia Internacional de Filosofia das Ciências.
- Comitê do projeto "Science Human Values", subvencionado pela "European Science Foundation".
- Academia Pontifícia de Santo Tomás (Vaticano).
- Sociedade Internacional para a Ciência e Religião, com sede na Faculdade de Teologia da Universidade de Cambridge.

Foi ainda, Consultor do Pontíficio Conselho para o Diálogo com os não-crentes, professor honorário  da Universidade Nacional Maior de São Marcos (Lima, Peru).
Professor ordinário da Universidade de Navarra e professor visitante da Pontifícia Universidade da Santa Cruz (Roma) e da Universidade de Barcelona. Lecionou na Universidade de La Sabana (Colômbia), Universidade de Piura (Peru), Universidade de los Andes (Santiago de Chile), Universidade Panamericana (México), Faculdade de Teologia de Lugano (Suíça) e no Seminário "Redemptoris Mater" (Holanda).

## Obras
Mariano Artigas publicou vários livros e monografias sobre ciência, razão e fé, e sobre filosofia, dentre as suas principais obras encontram-se:
- Karl Popper : búsqueda sin término (1979), Editorial Magisterio Español, S.A.. ISBN 978-84-265-5329-4
- (1992), El hombre a la luz de la ciencia, Ediciones Palabra, S.A.. ISBN 978-84-7118-800-7.
- (1992), Las fronteras del evolucionismo, Ediciones Palabra, S.A.. ISBN 978-84-7118-406-1.
- (1992), Ciencia y fe : nuevas perspectivas, Eunsa. ISBN 978-84-313-1201-5.
- (1992), Ciencia, razón y fe, Ediciones Palabra, S.A.. ISBN 978-84-7118-427-6.
- (1994), El desafío de la racionalidad, Eunsa. ISBN 978-84-313-1307-4.
- (1995), La inteligibilidad de la naturaleza, Eunsa. ISBN 978-84-313-1185-8.
- (1997), Introducción a la filosofía, Eunsa. ISBN 978-84-313-0842-1.
- (1998), Lógica y ética en Karl Popper, Eunsa. ISBN 978-84-313-1610-5.
- (1998), Filosofía de la naturaleza, Eunsa. ISBN 978-84-313-1631-0.
- (1999), Filosofía de la ciencia, Eunsa. ISBN 978-84-313-1729-4.
- (2000), La mente del Universo, Eunsa. ISBN 978-84-313-1675-4.
- (2003), Filosofía de la naturaleza, Eunsa. ISBN 978-84-313-2052-2.
- Las fronteras del evolucionismo (2004), Eunsa. ISBN 978-84-313-2172-7.
- Galileo en Roma. Crônica  de 500 dias, em colaboração com William R. Shea (Encuentro 2003), editada em  inglês (Galileo in Rome. The Rise  and Fall of a Troublesome Genius, Oxford University Press 2003).
- Negotiating Darwin. The Vatican confronts evolution, 1877-1902 con Thomas Glick e Rafael Martinez (The Johns Hopkins University Press 2005) traduzido também para o japonês.
- Galileo Observed. Science and the politics of belief, em colaboração com William Shea (Science History Publications 2006).
- El cordero y el léon: ciencia y religión en Stephen Jay Gould. Scripta theologica: revista da Faculdade de Teologia da Universidade de Navarra, ISSN 0036-9764, Vol. 37, Fasc. 1, 2005, pags. 141-160.
- La Iglesia y el evolucionismo: el caso de Raffaello Caverni. Em colaboração com Rafael Martínez. Scripta theologica: revista da Faculdade de Teologia da Universidade de Navarra, ISSN 0036-9764, Vol. 36, Fasc. 1, 2004, pags. 37-70
- Galileo después de la Comisión Pontificia. Scripta theologica: revista da Faculdade de Teologia da Universidade de Navarra, ISSN 0036-9764, Vol. 35, Fasc. 3, 2003, pags. 753-788.
- Lo que deberíamos saber sobre Galileo. Scripta theologica: revista da Faculdade de Teologia da Universidade de Navarra, ISSN 0036-9764, Vol. 32, Fasc. 3, 2000, pags. 877-898.
- Ciencia, razón y fe, Eunsa. ISBN 978-84-313-2144-4.
- Filosofía de la ciencia experimental, Eunsa. ISBN 978-84-313-1075-2.
- Galileo en Roma, Shea, William R.; Artigas, Mariano (2003),Encuentro Ediciones, S.A.. ISBN 978-84-7490-676-9.
- Filosofía de la naturaleza, Artigas, Mariano; Sanguineti Cavalieri, Juan José (1993),  Eunsa. ISBN 978-84-313-0830-8.

Seu último livro, que ainda pode ver editado, é uma análise crítica do pensamento de seis autores atuais: Oracles of science. Celebrity scientists versus God and religion, con Karl Giberson (Oxford University Press 2006).